# Шартрська школа
Шартрська школа — одна зі шкіл середньовічної схоластичної філософії. Заснована Фульбертом Шартрським  у 990 році в Шартрі (Франція). Школа більш повно відкрила Європі класичну античну філософію Платона і Аристотеля. Серед відомих представників Школи - Жільбер Порретанський.
Шартрська школа була впливовою у Х-ХІІ ст. Особливого розквіту Шартрська школа набула у XII ст. У цей час Шартрську школу очолював Бернар із Шартра. Надалі на основі розвитку ідей Шартрської школи сформувалася ключова проблема схоластики — спір між реалізмом та номіналізмом.
Представники Школи мали потяг до природничонаукових знань (медицина, фізіологія, астрономія), виявляли інтерес до атомістичного вчення Демокріта та Епікура.